# Il magico sogno di Annabelle
Il magico sogno di Annabelle (Annabelle's Wish) è un film d'animazione direct-to-video del 1997. È tratto dal cortometraggio animato Clarabel the Christmas Cow scritto da Dan Henderson.

## Trama
In una fattoria del Tennessee nasce la sera della vigilia di Natale una vitellina di nome Annabelle. Dopo aver incontrato Babbo Natale rimase sorpresa dalla presenza delle renne che desidera tanto volare proprio come loro.

## Distribuzione
Il magico sogno di Annabelle è stato distribuito in DVD dalla Hallmark Home Entertainment il 21 ottobre 1997 e successivamente fu mandato in onda sul canale Fox il 30 novembre 1997.